# Відносини Швейцарії та Ліхтенштейну
Дипломати́чні та економі́чні відно́сини між Швейца́рією та Ліхтенште́йном є тісними, і Швейцарія взяла на себе роль захисту інтересів свого меншого сусіда Ліхтенштейну. Ліхтенштейн має посольство в Берні. Швейцарія акредитована в Ліхтенштейні від свого Федерального департаменту закордонних справ у Берні та має почесне консульство у Вадуці.

## Співпраця
На прохання уряду Ліхтенштейну в 1919 Швейцарія захищає інтереси Ліхтенштейну та громадян за кордоном. Дві країни утворюють спільний економічний і валютний простір. Ліхтенштейн використовує швейцарський франк з 1920 року, а дві країни утворили митний союз з 1924 року і мають відкриті кордони. Обидва тепер також є сторонами Шенгенської угоди. У країнах також є спільна патентна система. Швейцарія має повноваження укладати договори від імені Ліхтенштейну, якщо Ліхтенштейн не буде представлений на переговорах щодо договору; це повноваження найчастіше реалізовувалося з договорами, що стосуються митних зборів або процедур.
Консульський захист Швейцарії поширюється на громадян Ліхтенштейну. Швейцарія представляє Ліхтенштейн за кордоном, якщо вони не вирішують інакше. До того, як Ліхтенштейн став власним членом Європейської асоціації вільної торгівлі, Швейцарія представляла її інтереси в цій організації.
Вони також мають спільну мову (німецьку), і обидва знаходяться за межами Європейського Союзу. Як і Швейцарія, Ліхтенштейн дотримується політики нейтралітету. Однак, хоча Швейцарія дотримується політики збройного нейтралітету, Ліхтенштейн не має власної армії. Посли в одній країні зазвичай акредитовані в іншій. Єдиний посол у Ліхтенштейні є представником Суверенного військового Мальтійського ордена.

## Інциденти за участю швейцарських військових
У Швейцарії є відносно активні військові через постійний призов. Під час звичайних тренувань сталося кілька інцидентів:
- 14 жовтня 1968 року[6] п'ять швейцарських артилерійських снарядів випадково влучили в єдиний гірськолижний курорт Ліхтенштейну Мальбун. Єдині зафіксовані пошкодження були на кількох стільцях, які належали відкритому ресторану.[7]
- 26 серпня 1976 року, незадовго до півночі, 75 військовослужбовців швейцарської армії та кілька в'ючних коней помилково звернули не туди і опинилися в Ліхтенштейні, в Ірадугу, в Бальцерсі. Як повідомляється, ліхтенштейнці пропонували напої швейцарським солдатам.[7]
- 5 грудня 1985 року зенітні ракети, випущені швейцарською армією, впали в Ліхтенштейн під час зимового шторму, що спричинило лісову пожежу на заповідній території. Була виплачена компенсація.[8]
- 13 жовтня 1992 року, за письмовим наказом, новобранці швейцарської армії несвідомо перетнули кордон і вирушили до Трізенберга, щоб створити спостережний пункт. Швейцарські командири не помітили той факт, що Трізенберг не перебував на території Швейцарії. Швейцарія вибачилася перед Ліхтенштейном за інцидент.[9]
- 3 березня 2007 року рота з 171 швейцарського солдата помилково увійшла до Ліхтенштейну, оскільки вони були дезорієнтовані та здійснили неправильний поворот через погані погодні умови. Війська повернулися на територію Швейцарії після того, як вони пройшли більш ніж 2 км вглиб країни. Влада Ліхтенштейну не виявила вторгнення і була поінформована швейцарцями після інциденту. Інцидент залишився без уваги двох сторін. Речник Ліхтенштейну сказав: «Це не те, що вони вторглися за допомогою ударних гелікоптерів».[10][11]

## Оподаткування та податкові угоди
Стандартна ставка ПДВ Ліхтенштейну (Mehrwertsteuer) ідентична ставці у Швейцарії, оскільки вона повинна постійно відображати останню і наразі становить 7,7 %. Знижена ставка становить 2,5 %. У готельній індустрії використовується спеціальна знижена ставка 3,7 %.
У липні 2015 обидві країни підписали нову угоду про подвійне оподаткування, яка набула чинності в грудні 2016 року, замінюючи попередню з 1995 року. Виникли певні розбіжності щодо податку, що утримується, але Швейцарія не погодилася запровадити цю практику для резидентів Ліхтенштейну, які працюють у Швейцарії.
У листопаді 2016 парламент князівства значною більшістю голосів ухвалив рішення про запровадження угоди про автоматичний обмін інформацією з 27 новими партнерами, у тому числі зі Швейцарією. Збір даних розпочнеться у 2018 році, а ефективний обмін інформацією про обліковий запис запланований на 2019 рік.